# Дубенки (сельское поселение Труслейское)
Дубенки — разъезд в составе Труслейского сельского поселения Инзенского района Ульяновской области. 

## География
Находится у реки Яшинка на железнодорожной линии Инза-Ульяновск на расстоянии примерно 8 километров на северо-восток по прямой от районного центра города Инза. 

## История
Основан в начале XX века. В 1926 году была открыта ж/д станция Дубёнки.
В 1990-х годах отделение коопхоза "Инзенский".

## Население
Население составляло 177 человек в 2002 году (русские 94%), 82 по переписи 2010 года.